# Sassangy
Sassangy [sasɑ̃ʒi] ist ein Dorf und eine Gemeinde mit 141 Einwohnern (Stand: 1. Januar 2022) im französischen Département Saône-et-Loire in der Region Bourgogne-Franche-Comté. Die Gemeinde gehört zum Arrondissement Chalon-sur-Saône und zum Kanton Givry.

## Geographie
Sassangy liegt etwa 19 Kilometer westsüdwestlich von Chalon-sur-Saône. Nachbargemeinden von Sassangy sind Sainte-Hélène im Norden, Bissoux-sous-Cruchaud im Osten, Montagny-lès-Buxy im Südosten, Cersot im Süden und Südwesten sowie Marcilly-lès-Buxy im Westen.

## Bevölkerungsentwicklung
| Jahr                      | 1962 | 1968 | 1975 | 1982 | 1990 | 1999 | 2006 | 2013 |
| Einwohner                 | 102  | 87   | 89   | 94   | 116  | 144  | 148  | 161  |
| Quelle: Cassini und INSEE |      |      |      |      |      |      |      |      |

## Sehenswürdigkeiten
- Kirche Saint-Fiacre
- Schloss Sassangy aus dem 18. Jahrhundert